# هامیلتون فورت (یوتا)
هامیلتون فورت (به انگلیسی: Hamiltons Fort) یک منطقهٔ مسکونی در ایالات متحده آمریکا است که در شهرستان آیرون، یوتا واقع شده‌است. هامیلتون فورت ۱٬۶۹۷٫۱۵ متر بالاتر از سطح دریا واقع شده‌است.